# Пляжная борьба
Пляжная борьба — вид борьбы, официально проводимый с 2005 года.
Впервые в 2004 году во время Международной объединенной федерации борьбы (FILA) пляжная борьба была зарегистрирована как вид борьбы. Пляжная борьба вид спорта, в котором могут участвовать как мужчины, так и женщины. Спортсмены соревнуются во внутреннем круге, заполненном песком, диаметром 7 метров. В отличие от обычной борьбы, спортсмены, участвующие в этом виде борьбы, носят купальники, а не борцовскую одежду. Они также могут использовать спандекс или спортивные шорты.
В 2015 году Международная федерация объединенной борьбы (FILA) внесла поправки в международные правила. Согласно новым правилам, борцы могут набирать очки, сбивая соперника с ног, за пределы ринга или на спину. Помимо ежегодных чемпионатов мира по пляжной борьбе, пляжная борьба была представлена на юношеских Олимпийских играх, Азиатских играх, Средиземноморских играх и Всемирных пляжных играх 2019 года. Чемпионат мира по пляжной борьбе проводился серийно впервые с 2019 года.